# مجله اقتصاد مالی
مجله اقتصاد مالی (به انگلیسی: Journal of Financial Economics) یک مجله دانشگاهی داوری دقیق می‌باشد که موضوعات علمی و تئوری را در اقتصاد مالی پوشش می‌دهد. این مجله همراه با مجله مالی (Journal of Finance)و مجله بازبینی مطالعات مالی (Review of Financial Studies) به عنوان سه مجله برتر مالی در نظر گرفته می‌شوند. سردبیر مجله Bill Schwert می‌باشد.